# Rosy Wertheim
Rosy Wertheim (Amsterdam, 19 februari 1888 – Laren, 27 mei 1949) was een Nederlands componiste.

## Levensloop
Rosy Wertheim (voluit Rosaly Marie Wertheim) werd geboren als dochter van joodse ouders: Johannes Gustaaf Wertheim en Adriana Rosa Enthoven. Haar vader was bankier en een zoon van de bekende A.C. Wertheim. Op een kostschool in het Franse Neuilly werd haar belangstelling gewekt voor klassieke muziek. Zij kreeg er pianolessen en wilde daar toen in doorgaan. Terug in Nederland studeerde ze piano bij Ulfert Schults, deed in 1921 haar staatsexamen piano en behaalde het diploma van de Nederlandse Toonkunstenaars Vereniging. Zij nam harmonie- en contrapuntlessen bij Bernard Zweers en Sem Dresden. In die tijd componeerde zij liederen en koorwerken.
Van 1921 tot 1929 werkte zij als lerares aan het Amsterdams Muzieklyceum. Ook leidde zij enkele kinderkoren, waaronder het koor de ‘Eilandenkinderen’ uit een Amsterdamse volksbuurt. Tevens treedt zij dan op als dirigent van enkele vrouwenkoren, waaronder dat van het Religieus Socialistisch Verbond. In 1929 vertrok zij naar Parijs, waar zij zes jaar zou blijven. Ze componeerde er veel en schreef ondertussen ook voor het Amsterdamse dagblad Het Volk over het Parijse muziekleven. Compositie- en instrumentatielessen kreeg zij van de componist Aubert. In haar appartement ontving zij niet alleen Nederlandse kunstenaars, maar ook Franse musici, zoals Honegger, Ibert, Milhaud en Messiaen.
In 1935 vertrok ze naar Wenen waar zij contrapunt studeerde bij Karl Weigl. In 1936 reisde ze naar New York, waar zij lezingen gaf en enkele van haar werken werden uitgevoerd, waaronder een strijkkwartet, een Divertimento voor kamerorkest en enkele van haar pianowerken. Opnieuw schreef zij als correspondent artikelen voor Nederlandse dagbladen. Een jaar later keerde ze terug naar Amsterdam.
In 1940 werd in Den Haag haar pianoconcert uitgevoerd door het Residentie Orkest onder leiding van Willem van Otterloo. Na de bezetting door de Duitsers kon Wertheim aanvankelijk nog huisconcerten organiseren in een speciaal daartoe ingerichte kelder. Bij die concerten werd muziek gespeeld van joodse componisten, waarvan de opvoering door de bezetter verboden was. Kort na september 1942 dook zij onder, onder andere in Amstelveen en het Gooi. Gezegd wordt dat zij zichzelf en haar onderduikfamilies enkele malen in groot gevaar bracht door het maken van uitstapjes, gelukkig zonder gevolgen. Zo ontkwam zij aan de deportaties. Haar ouders waren al vóór de oorlog overleden.
Na de oorlog gaf Wertheim nog enige tijd les aan de Muziekschool te Laren, maar kon al spoedig door een ernstige ziekte niet meer componeren. Haar totale oeuvre omvat ruim negentig werken, meest liederen en kamermuziek.

## Karakterisering van haar composities
De fluitiste Eleonore Pameijer schrijft over haar muziek: “Rosy Wertheim schreef bijzonder lyrische muziek. Zij was begaafd met een zeer rijkgeschakeerd gevoel voor harmonie. Aanvankelijk gericht op de laat-romantiek, flirt zij enige tijd met octotonie, in Nederland heel populair gedurende de jaren twintig (o.a. te horen in de composities van Sem Dresden en Leo Smit). Op haar latere werken heeft de periode in Frankrijk een duidelijke invloed gehad.(…) Haar composities zijn nooit eenvoudig of eenduidig; zij schrijft gelaagde muziek, waarbij zij de diepte opzoekt op een manier die enigszins aan Brahms doet denken. Het zijn geen kleine gebaren, maar grote gestes. Zelfs in haar meest eenvoudige liederen toont Rosy Wertheim altijd een complexe gelaagdheid.”

## Citaat
Tijdens de oorlog zijn er composities van mij hier in het land uitgevoerd, die ik natuurlijk niet kon bijwonen; ook in Amerika werd ik gespeeld. De Duitsers hebben mijn bezittingen en al mijn boeken geroofd – maar nu zijn zij weg en ik tracht van mijn leven terecht te brengen wat er nog van te maken is.

## Werken

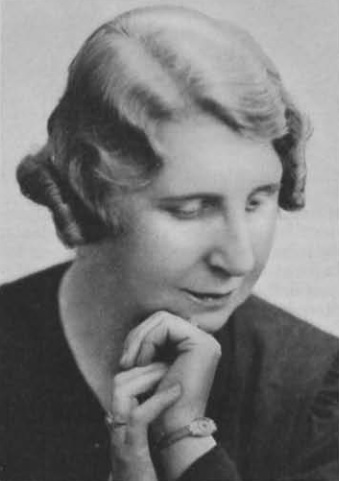

### Vocaal

#### Liederen
- Liedjes: Menuet ancien, Trio, De kapel, Lommer, Canson du pâtre, Zefier, voor zangstem en piano, 1908.
- Bruiloftszang (A. C. Wertheim), voor zangstem en piano, 1912.
- Il bambino nella culla, voor alt en piano, 1912.
- Wat bloemen… (A. C. Wertheim), voor zangstem en piano, 1912.
- Bergerette (H. Heineken Daum), voor zangstem en piano, 1913.
- Puisque l’on ne s’aimera jamais (Paul Fort), voor zangstem en piano, 1913.
- Eens meiens morgen vroeg (Hertog Jan van Brabant, 1219), voor alt en piano, 1914.
- Herfstliedje (Truus Salomons), voor alt en piano, 1914.
- Neutraal (François Pauwels), voor zangstem en piano, 1914 (uitgegeven door Alsbach & Co., Amsterdam, o. J.).
- In ‘t diepste ik (Nanda Sandbergen), voor alt en piano, 1915.
- Kerstlied (Prosper van Langendonck), voor alt en piano, 1915 (uitgegeven door Alsbach & Co., Amsterdam, 1919).
- Ballade (A. Salomons), voor zangstem en piano, 1916.
- Het lied van den wind (J. A. van Droogenbroeck), voor zangstem en piano oder Orchester, 1916.
- Le tsigane dans la lune (Jean Lahor), für Sopran, Violine und Klavier, 1916 (uitgegeven door Alsbach & Co., Amsterdam, 1917).
- Oud lied (Ada Gerlo), voor zangstem en piano, 1916 (uitgegeven door Alsbach & Co., Amsterdam 1918).
- Im Volkston (Erwin Weill), voor zangstem en piano, ca. 1916 (uitgegeven door Alsbach & Co., Amsterdam 1918).
- Herfstliedje (A. Salomons), voor zangstem en piano, 1917 (uitgegeven door Alsbach & Co., Amsterdam, z.j.).
- Zang van Salomé (A. Salomons), voor zangstem en piano, 1917 (uitgegeven door Alsbach & Co., Amsterdam, z.j.).
- Brederoliedjes (G.A. Bredero), voor zangstem en piano, ca. 1918 (uitgegeven door Alsbach & Co., Amsterdam, 1920).
- Twee liederen (A. Gerlo), voor zangstem en piano, ca. 1918 (uitgegeven door Alsbach & Co., Amsterdam 1918).
- Invocatio (A. Salomons), voor zangstem en piano, 1920.
- Verlaten straat (Hélène Swarth), voor zangstem en piano, 1920.
- Zwei Lieder (Anna Ritter), voor zangstem en piano, ca. 1924 (uitgegeven door Alsbach & Co., Amsterdam, 1924).
- La chanson déchirante (Li Tai Po), voor mezzosopraan, fluit en piano, 1926/27.
- Les deux flûtes (Li Tai Po), voor mezzosopraan, fluit en piano, 1927.
- Une derniere fois, voor zangstem, fluit en piano, 1927.
- Hymne (Thomas à Kempis), voor zangstem, viool en orgel (of harmonium, of strijkkwartet), 1929 (uitgegeven door Alsbach & Co., Amsterdam, 1929).
- Scherzo (Antonie Donker), voor zangstem en piano, 1934/35 (uitgegeven door Broekmans & van Poppel, Amsterdam, z.j.).
- De Middeleeuwen (G. Kamphuis), voor sopraan, alt en kamerorkest, 1936 (uitgegeven door Donemus, Amsterdam, 1995).
- Het Narrenschip, voor zangstem en piano, 1937 (uitgegeven door Broekmans & van Poppel, Amsterdam).
- Trois chansons (Li Tai Po), voor mezzosopraan, fluit en harp (of piano), 1939 (uitgegeven door Donemus, Amsterdam, z.j.).
- Miserere, Domine, miserere (D. de Vries), voor alt en piano, 1941.
- Kerstliedje (E. B. A. Poortman), voor zangstem en piano, 1944.

Niet gedateerd (alfabetisch):
- Abendgebet (Schüller), voor zangstem en piano.
- Am Holz, voor zangstem en piano.
- De regen valt (J. Schürman), voor zangstem en piano.
- Die Insel der Vergessenheit (Anna Ritter), voorzangstem en orkest (of piano).
- Drie blinde zusjes, voor zangstem en piano.
- Er rauscht und rauscht (Anna Ritter), voorzangstem en orkest (of piano).
- Es fiel ein Reif, voor zangstem en piano.
- Gebed, voor zangstem en piano.
- Je marchais sur le boul’vard, voor zangstem en piano.
- Moed (Jacqueline van der Waals), voor zangstem en piano.
- Musette, 1735 (J. J. Rousseau), voorzangstem, fluit en piano.
- Over alle... voor zangstem en piano.
- Van twee koningskinderen, voor zangstem en piano.
- Vieille ballade (Paul Fort), voor alt en piano.
- Wij dragen de schuld onzer tijden (J. Thomson), voor zangstem en piano.
- Zu spät (Detlev von Liliencron), voor alt en piano.

#### Koor
- Luit het uit (G. W. Lovendaal), voor kinder- of vrouwenkoor, 1914/15.
- Bloemenliedje (A. Wertheim-Enthoven), voor kinderkoor, 1915.
- D’ou viens tu, bergère, voor sopraan en koor, 1915.
- Esprit vivant… (A. Wertheim-Enthoven), voor vrouwenkoor, 1916.
- Gods zegen… (A. Wertheim-Enthoven), voor gemengd koor, 1916.
- Mijn land (G. Lovendaal), voor kinderkoor en orkest, 1916.
- Lied voor de Russische kinderen (Jacoba F. D. Mossel), voor kinderkoor, 1921 (uitgegeven door Alsbach & Co., Amsterdam, z.j.).
- Hymne (Emmy Frensel-Wegener), voor sopraan, vrouwenkoor, piano en orkest, 1940.

Niet gedateerd (alfabetisch):
- De drie Konigen, voor koor.
- Het Gemeensame, voor zangstem of gemengd koor en piano.
- Meiliedje, voor kinderkoor.
- Offermuziek, voor vrouwenkoor en kamerorkest.
- Toekomstdroom; Oud-Nederlands lied (Ine van Dillen), voor vrouwenkoor.
- Wij groeten u… voor vrouwenkoor.

### Instrumentaal

#### Orkest
- Variaties op een Oud-Hollandsch liedje, 1916.
- Ouvertüre, 1918/19.
- Divertimento, voor kamerorkest, 1934 (uitgegeven door Broekmans & van Poppel, Amsterdam, z.j.).
- Concert voor piano en orkest,  1939/40 (uitgegeven door Donemus, Amsterdam, z.j.).
- Ouverture, 1945.
- Jubileum Marsch, voor strijkorkest, kleine trommel en piano (z.j.)

#### Kamermuziek
- Vogels in het bosch (piano & vioolstukjes), voor viool en piano, 1913.
- Berceuse, voor twee violen en piano, 1915.
- Strijkkwartet, 1933 (uitgegeven door Broekmans & van Poppel, Amsterdam, z.j.).
- Trois morceaux, voor fluit en piano, 1939 (uitgegeven door Donemus, Amsterdam, 1995).
- Trio voor fluit, klarinet en fagot,  1942.

Niet gedateerd (alfabetisch):
- Ouverture De Vrede (bij het gelijknamige drama van Aristofanes, voor harp, strijkkwartet, contrabas, piano en triangel.
- Rondo voor viool en piano.
- Scherzo, voor viool en piano.
- Sonate, voor viool en piano, (uitgegeven door Broekmans & van Poppel, Amsterdam, z.j.).
- Sonate, voor cello en piano (uitgegeven door Broekmans & van Poppel, Amsterdam, z.j.).
- Sonatine, voor cello en piano.
- Suite, voor fluit, klarinet en fagot.
- Toneelmuziek bij De Vrede van Aristofanes, voor harp, strijkkwartet, contrabas, piano en triangel.

#### Piano
- Andante con variazioni, 1911.
- Turbillon, 1913.
- Capriccio, 1916.
- Prelude (zee-impressie), 1917.
- Dix variations sur un thème de César Franck (Chant de la creux), 1918.
- Sonatine, 1918.

Niet gedateerd (alfabetisch):
- Danse champêtre.
- De Levensbron (La source de vie.
- De poppen aan ’t dansen.
- Petite valse.
- Six Morceaux pour piano (uitgegeven door Broekmans & van Poppel, Amsterdam, z.j.).
- Twee fuga’s .
- Twee stukjes voor kinderen Volksdans.
- Uitvaart.
- Vlindervlucht.

## Discografie
- Treasures 1937-1944: Music of 6 Dutch composers: Daniël Belinfante, Marius Flothuis, Dick Kattenburg, Nico Richter, Leo Smit & Rosy Wertheim. Eleonore Pameijer, fluit, en Marcel Worms, piano. 2006
- Dubbel-album op Future Classics (FC 072) met Nederlandse fluitmuziek uit de eerste helft van de twintigste eeuw, uitgevoerd door het duo Pameijer/ Van Ruth, met composities van een groot aantal componisten, waaronder Rosy Wertheim. 2007

## Overige bronnen
- Interview met Rosy Wertheim in De Vrouw en haar huis, jaargang 42, nr 7, 1948. Stadsarchief Amsterdam Archief 729 (Archief van de familie Wertheim) nr 269 (gedigitaliseerd)
- Ons Amsterdam: De Amsterdamse familie Wertheim, 1992, p.290.
- Helen Metzelaar over Rosy Wertheim in de New Grove Dictionary of Music and Musicians.